# Rua da Consolação
La Rua da Consolação (en español: Calle de la Consolación) es una de las calles más importantes de la ciudad de São Paulo, Brasil. Inicia en el centro de la ciudad, próximo al Vale do Anhangabaú y termina en el barrio de Jardins en la rua Estados Unidos. 
Presenta tres tramos bien distintos. El primero y el tercero, entre el Vale do Anhangabaú hasta la avenida São Luis y entre la Avenida Paulista y la rua Estados Unidos, es una vía de un solo carril. En el tramo central, entre São Luis y Paulista, es una avenida de ocho carriles (dos de las cuales son corredor exclusivo para omnibuses) que forma parte del Corredor Campo Limpo-Rebouças-Centro.

## Historia

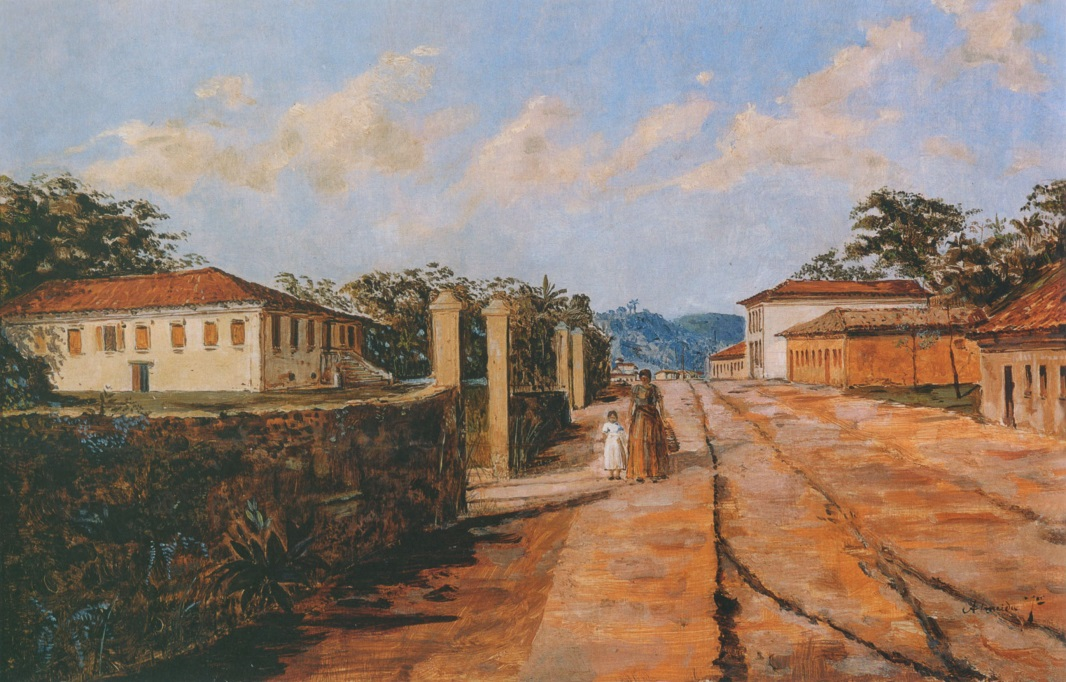
Rua da Consolação en el, por Almeida Júnior.

La vía se originó en un camino ya existente en la época colonial: el "Camino de Pinheiros". Este era uno de los principales caminos de la zona que en ese entonces unía la entonces villa de São Paulo con la villa de Pinheiros y que era el inicio del camino para las demás ciudades del oeste.
Esta antigua vía comenzaba al final de la rua Direita, pasaba por Anhangabú y tomaba rumbo a Pinheiros hasta unirse con la vía a Sorocaba. Conocido como el "Camino de Aniceto" y "rua do Taques", la antigua calzada se transformó en la rua da Consolação. Su nombre se debe a la construcción en 1800 de la antigua Iglesia de Nuestra Señora de la Consolación. A pesar de la existencia de esta iglesia, en 1855 el actual barrio de Consolação tenía pocos pobladores y quedaba alejado de la ciudad.

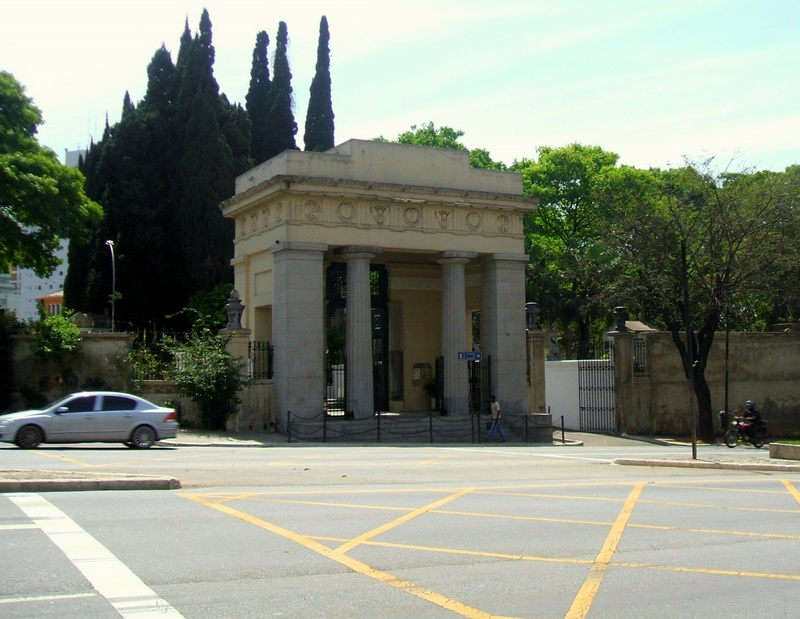
Cementerio de la Consolación

La calle, a su vez, pasó por muchas transformaciones. En 1858 se inauguró el Cementerio de la Consolación y, hacia finales del siglo XIX, ya era una de las principales vías que conducían hacia la Avenida Paulista. Entre las décadas de 1950 y 1960, pasó por una gran reforma incluyendo la ampliación de su recorrido y la instalación de las primeras casas especializadas en iluminación. A pesar de tener todas las características de una avenida (por lo menos en el tramo entre la rua Bráulio Gomes y la Avenida Paulista), su nombre oficial continúa siendo "rua" (en español: calle).
En la década de 1960, el alcalde Faria Lima decidió ampliar la vía a dos sentidos. Las obras se iniciaron en 1965 y terminaron en 1968 luego de expropiaciones y demoliciones en el lado impar de la calle entre la rua Antonia de Queirós y la Avenida Paulista. El área total expropiada fue de 21,600 metros cuadrados. En 1972, se construyó un pase peatonal debajo de la vía en el cruce con la Avenida Paulista donde se realizan diversas exposiciones.

## Establecimientos importantes

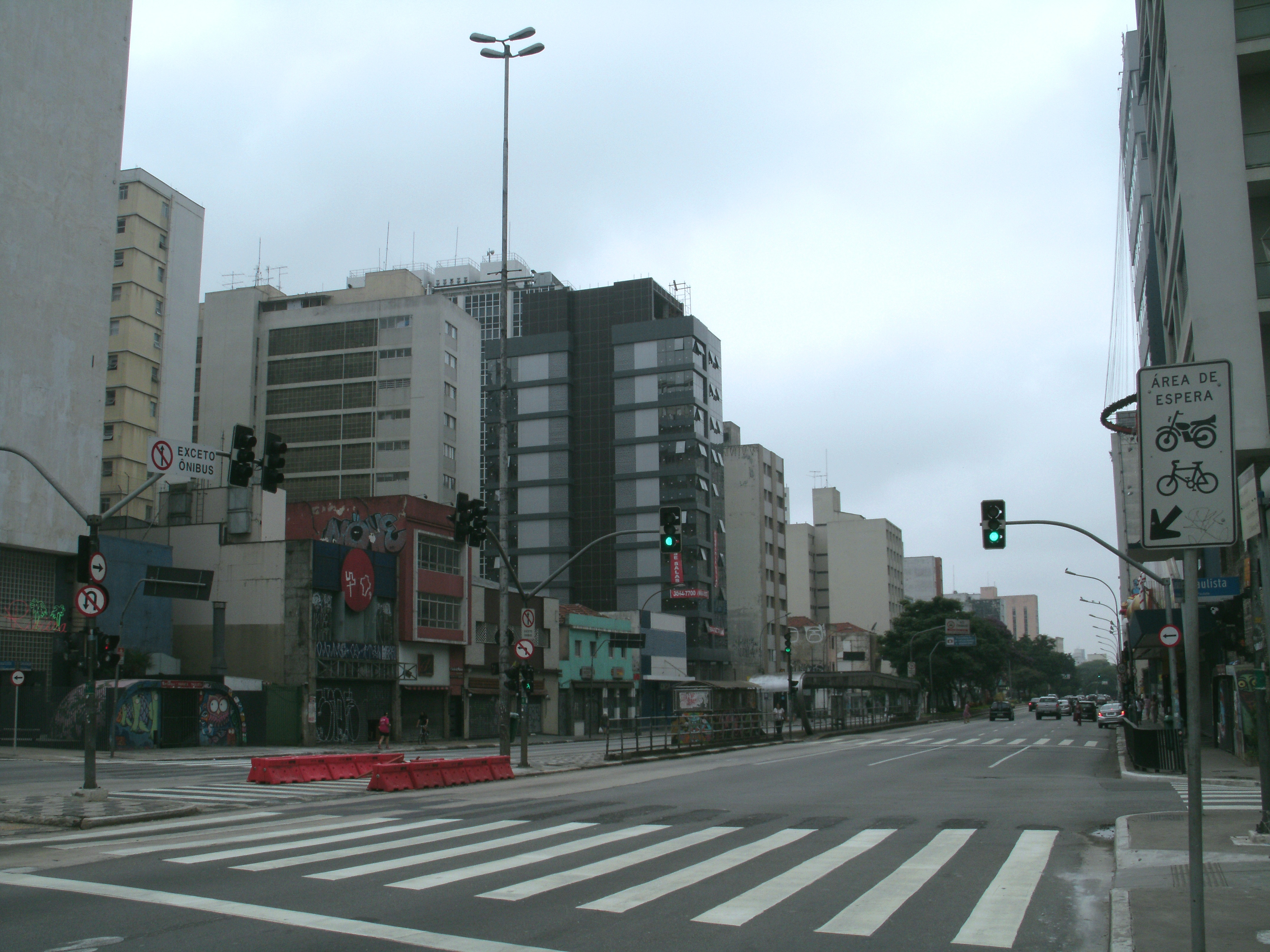
Rua da Consolação en el cruce con la Avenida Paulista.

En el Edificio Anchieta que da para la Avenida Paulista, del lado de la Rua da Consolação, funcionó por muchos años el famoso Bar Riviera, local frecuentado por bohemios e intelectuales. Del lado opuesto funcionó el Cine Trianon donde luego se situó el Cine Belas Artes, junto al entonces existente Cine Ritz-Consolação que se ubicaba donde luego se establecieron las Casas Pernambucanas.